# 不来梅号小巡洋舰
不来梅号是德意志帝国所建造的七艘不来梅级小巡洋舰的主导舰，以德国城市不来梅命名。它由同名城市的威悉船厂承建，于1902年开始龙骨架设、1903年7月下水、至1904年5月投入舰队使用。其主舰炮包括有十门105毫米40倍径速射炮和两具450毫米鱼雷发射管，最高速度可达22节。
不来梅号于其职业生涯的大部分时间里都在美洲东部驻地服役，包括第一次世界大战爆发前的十年间。它于1914年返回德国，在敌对行动开始时被部署至波罗的海，任务是遏制在该地区活动的俄罗斯帝国海军。1915年8月，舰只参与了里加湾海战，但在战斗中没有发挥显著作用。四个月后，于12月14日，不来梅号在触及两枚俄国人敷设的水雷后沉没，其250名船员亦随之丧生。

## 建造

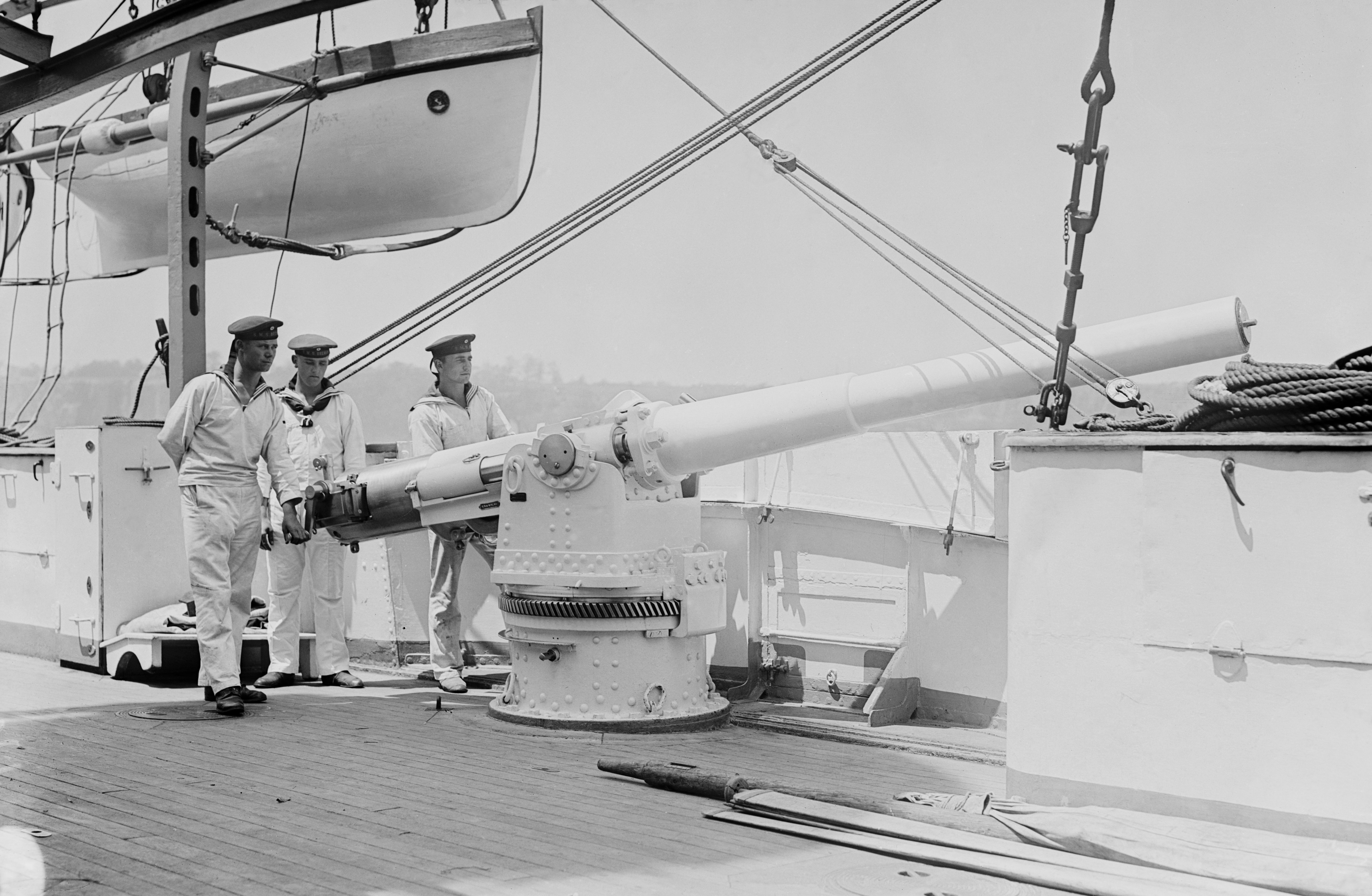
不来梅号舰上的105毫米炮

不来梅号是根据合同代号“L”作为新增编入舰队的单位订购，并于1902年在同名城市的威悉船厂开始架设龙骨。它于1903年7月9日下水，之后展开舾装工作。1904年5月19日，舰只正式投入活动战列舰队（Aktive Schlachtflotte，即公海舰队前身）使用。
不来梅号的全长为111.10（364英尺6英寸），有13.3（43英尺8英寸）的舷宽和5.53（18英尺2英寸）的前吃水。在满载情况下，舰只的排水量可达3,797公噸（3,737長噸）。其推进系统由两台三胀式蒸汽机组成，它们的额定功率为12,000匹軸馬力（8,900千瓦特），最高速度达22節（41每小時）。发动机由十台燃煤船用式水管锅炉提供动力。不来梅号可携带860公噸（850長噸）煤，故此得以12節（22每小時）的速度续航4,270海里（7,910）。舰只的标准船员编制则为14名军官及274－287名水兵。
不来梅号的武器由十门单装105毫米40倍径速射炮组成。其中两门并排布置在艏艛前方，六门设于舰舯、每边各三门，以及两门并排布置在舰艉。这些炮支的射程为12,200（13,300碼）。它们共提供1500发弹药，其中每炮150发。舰只还配备有两具450（17.7英寸）的鱼雷管及五枚鱼雷，均浸没舷侧的船体内。不来梅号还受到厚达80（3.1英寸）的装甲甲板保护，司令塔的侧面有100（3.9英寸）厚、炮支的炮挡厚度也有50（2.0英寸）。

## 服役历史

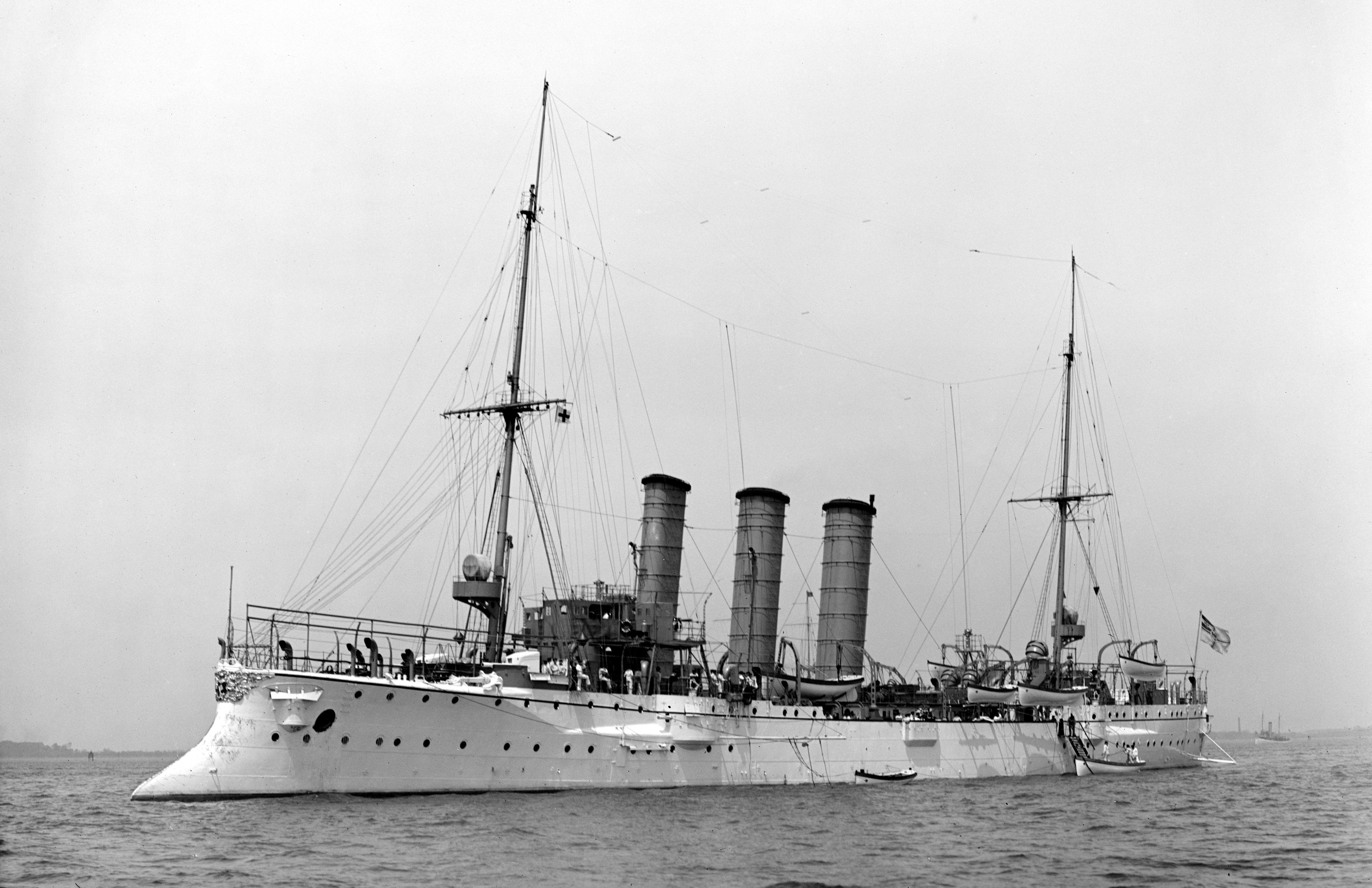
不来梅号于1907年

在1904年7月15日完成海上试航后，不来梅号被派往美洲东部驻地服役，以接替小巡洋舰瞪羚号。舰只于同年8月27日从基尔启程，至9月25日抵达里约热内卢。在随后的九年半时间里，它都作为驻地巡洋舰使用。1907年4月，它与大巡洋舰罗恩号前往美国，以参加4月26日为纪念殖民者登陆而举行的詹姆斯镇博览会。除德国代表团外，国际舰队还包括有来自英国、日本、奥匈帝国、法国、意大利和其它一些国家的军舰。
威廉·卡纳里斯，作为后来的海军上将和第二次世界大战期间阿勃維爾的头目，自1907年11月2日开始登舰服役，这是他从海军学院毕业后的第一站。不来梅号于1908年底展开了一次拉丁美洲之旅，于9月初造访了布宜诺斯艾利斯，随后又在巴西的里约热内卢停留。旅程一直持续至1909年2月，期间曾先后来到哥斯达黎加、巴拿马、危地马拉和荷属安的列斯群岛。同年3月，不来梅号回到北大西洋，并于接下来的三个月继续访问美国港口。
1909年9月至10月，不来梅号加入大巡洋舰维多利亚·路易丝号和赫塔号的阵中，连同小巡洋舰德累斯顿号一起，代表德国前往美国参加哈德逊－富尔顿庆典。1912年初，不来梅号又与战列巡洋舰毛奇号和小巡洋舰斯德丁号一同，被派往美国展开友好巡航。这些舰只于1912年5月11日离开基尔，并于5月30日抵达弗吉尼亚州的汉普顿锚地。在那里，它们遇到了美国大西洋舰队，并受到时任美国总统威廉·霍华德·塔夫脱在五月花号游艇上的迎接。在美国东海岸游历两周后，它们于6月24日回到基尔。

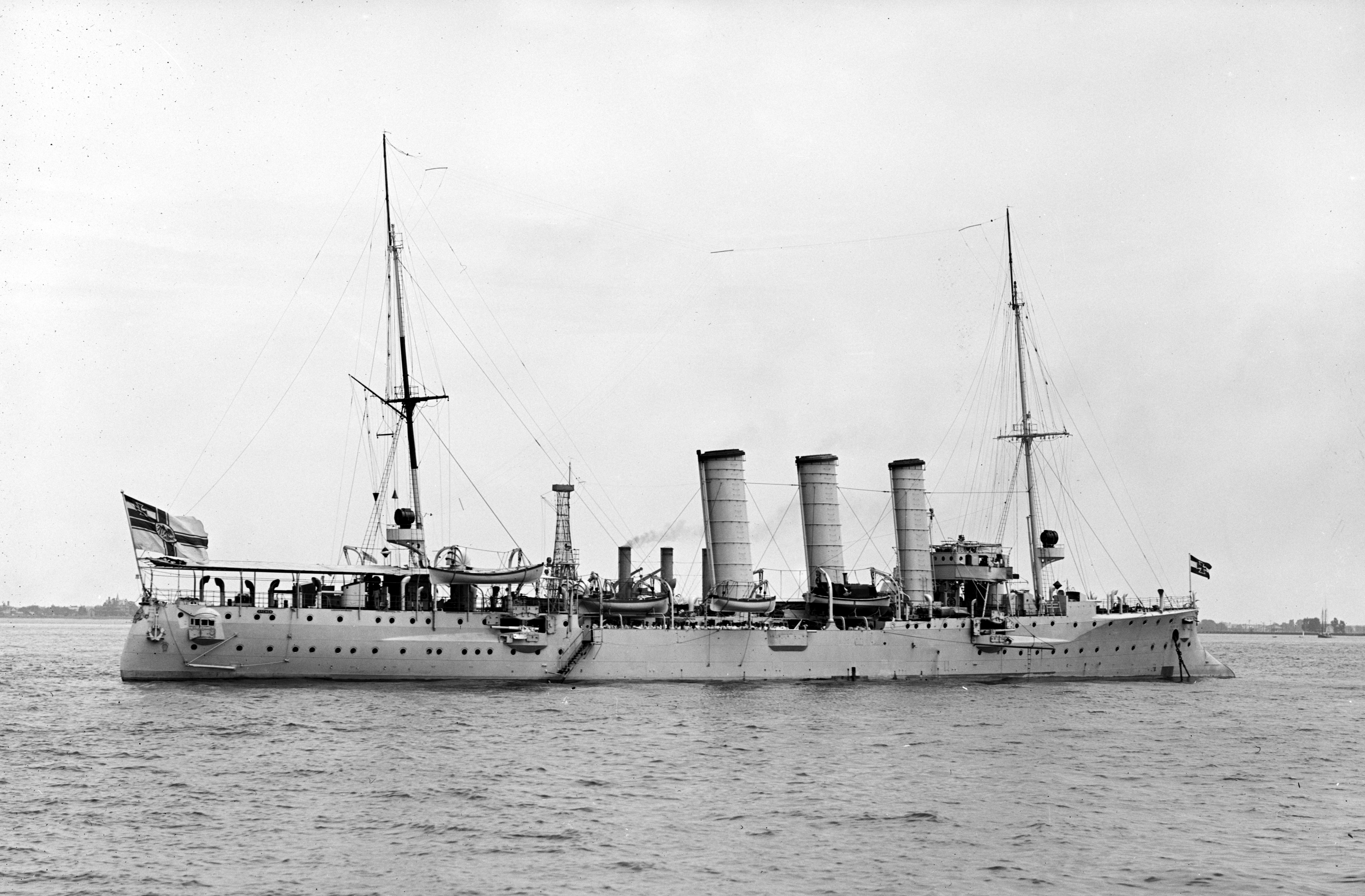
不来梅号于1912年在美国

1912年12月，在利比里亚爆发动乱后，不来梅号受命前往德属西非，以支援炮艇豹子号和野猪号。它于1913年1月回到美洲东部驻地。同年6月，不来梅号被责令回国，并在返程途中于8月访问了德国殖民地喀麦隆和多哥兰。然而，当它于1913年9月24日抵达马德拉岛的丰沙尔时，回国的命令却被撤销，这是由于接替它的德累斯顿号尚未完成整备。不来梅号遂前往墨西哥东岸，因当地的动荡直至1914年1月21日才平息。至同年2月13日，它终于得以回国，并于3月18日抵达威廉港。3月27日，不来梅暂时撤出现役。随后，它在威廉港的船坞进行了彻底的检修和部分现代化改造。其四门105毫米炮被替换成两门150毫米炮。此外，舰只的烟囱得到了更换、舰艏也进行了重建，并更新了测距装置。
当第一次世界大战于1914年8月爆发后，不来梅号被部署至波罗的海值勤。在那里，它参加了1915年的里加湾海战，期间，舰只被分配至8月16日实施的第二轮湾区袭击。它与小巡洋舰格劳登茨号、奥格斯堡号和皮劳号负责为无畏舰拿骚号和波森号提供护航，并尝试强行进入湾区。德国区舰队于8月19日突破了俄国人的防线并驶入里加湾，但因受制于协约国潜艇和水雷的威胁，而在此后不久撤出。1915年12月17日，不来梅号与鱼雷艇V191号驶入俄国雷区；不来梅号在文道附近触发了两枚水雷，与V191号双双沉没。不来梅号的大部分船员都在下沉时死亡，共计造成250人遇难。